# Schweiz herrlandslag i handboll
Schweiz herrlandslag i handboll representerar Schweiz i handboll på herrsidan.
Schweiz herrlandslag i handboll har deltagit i VM 10 gånger, första gången 1954. Som bäst har de kommit 4:a i VM (1954 och 1993). De har även varit med i fem EM, första gången 2002.

## Meriter
- 1936: OS-brons